# Городские населённые пункты Калмыкии
В состав Калмыкии входят 3 городских населённых пункта — все они города, среди которых выделяются:
- 1 город республиканского значения (Элиста) — в списке выделен оранжевым цветом — в рамках организации местного самоуправления образует городской округ);
- 2 города районного значения (в рамках организации местного самоуправления входят в одноимённые муниципальные районы).

## Города
| № | название      | район / город республиканского значения | население (чел.) | основание / первое упоминание | статус города | герб | прежние названия       |
| - | ------------- | --------------------------------------- | ---------------- | ----------------------------- | ------------- | ---- | ---------------------- |
| 1 | Городовиковск | Городовиковский район                   | ↗8161            | 1872                          | 1971          |      | Башанта (до 1971)      |
| 2 | Лагань        | Лаганский район                         | ↘13 756          | 1871                          | 1963          |      | Каспийский (1944-1991) |
| 3 | Элиста        | Элиста                                  | ↗104 082         | 1865                          | 1930          |      | Степной (1944-1957)    |

## Посёлки городского типа
Посёлки городского типа в Калмыкии отсутствуют с 1992 года.

### Бывшие пгт
- Башанта — пгт с 1938 года. Преобразован в город Городовиковск в 1971 году.
- Каспийский — пгт с 1938 года (до 1944 назывался Лагань). Преобразован в город в 1963 году.
- Кетченеры — преобразован в сельский населённый пункт в 1992 году.
- Комсомольский — пгт с 1962 года. Преобразован в сельский населённый пункт в 1992 году.
- Улан-Хол — пгт с 1966 года. Преобразован в сельский населённый пункт в 1992 году.
- Цаган-Аман — пгт с 1965 года. Преобразован в сельский населённый пункт в 1992 году.
- Яшалта — преобразован в сельский населённый пункт в 1992 году.
- Яшкуль — пгт с 1963 года. Преобразован в сельский населённый пункт в 1992 году.